# Oranjemund

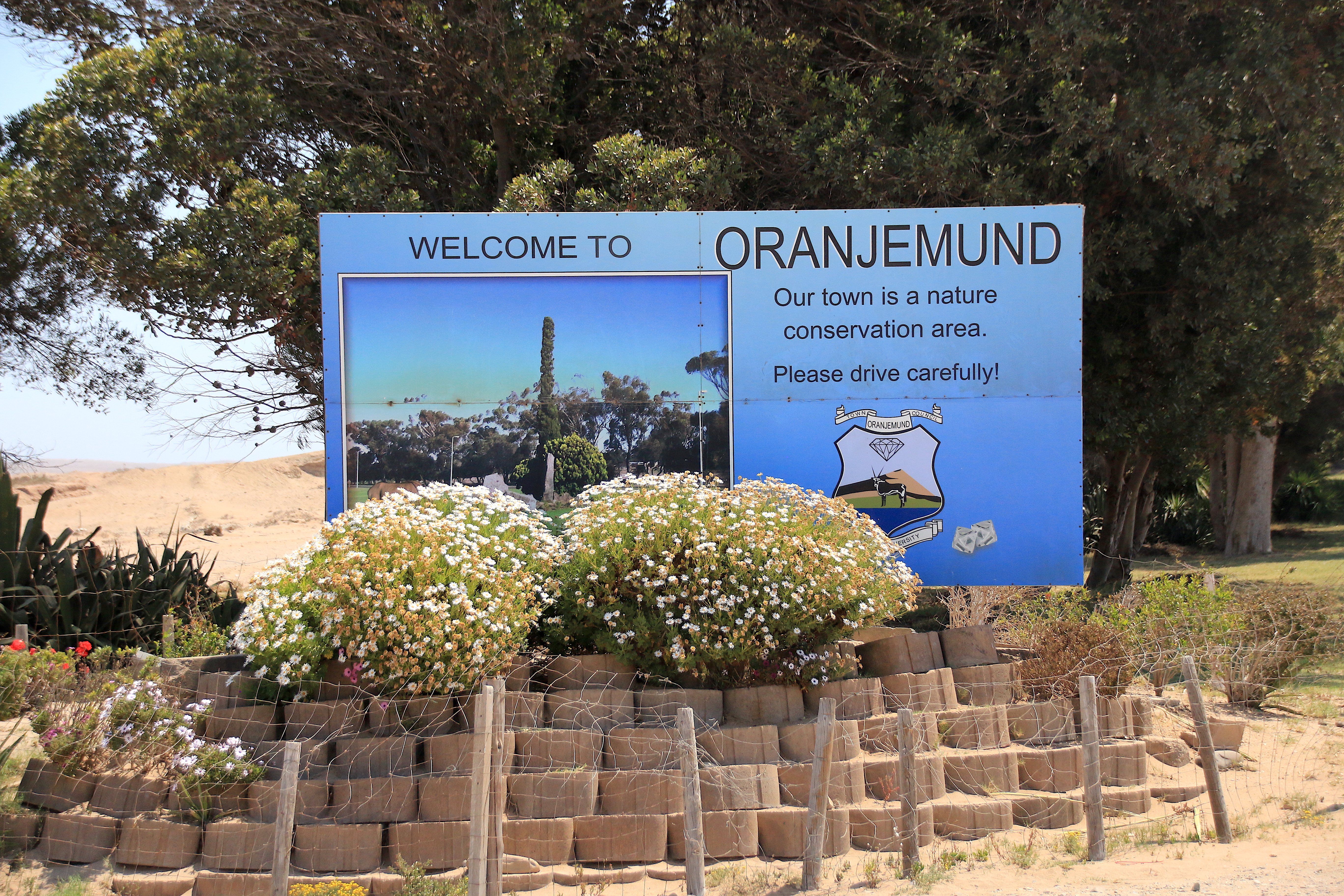
Willkommen in Oranjemund (2018)

Oranjemund ist eine Stadt des gleichnamigen Wahlkreises in der Region ǁKharasKlicklaut im Süden Namibias mit etwa 7400 Einwohnern (Stand 2023) auf einer Fläche von 6,9012 km².
Oranjemund liegt auf der Nordseite der Mündung des Oranje (daher der Name) in den Atlantik, der hier mit seinem Nordufer die Grenze zu Südafrika bildet. Gegenüber, auf der südlichen Flussseite, liegt Alexander Bay (afrikaans Alexanderbaai), mit dem Oranjemund über die Ernest-Oppenheimer-Brücke verbunden ist. Oranjemund verdankt seine Entstehung dem Diamantenabbau im nördlich gelegenen Diamantensperrgebiet.
Die Straßenverbindung von Rosh Pinah nach Oranjemund (DR118) verläuft nördlich des Oranje.

## Status und Politik

### Status
Die Bergbaustadt war bis 1. August 2011 in Privateigentum des Diamantenkonzerns NAMDEB und wurde von der „Oranjemund Town Management Company“ geführt. Namdeb versorgte die Einwohner, die zum Großteil für ihn arbeiten, aufgrund der abgeschiedenen Lage mit einer außerordentlich guten Infrastruktur und einem abwechslungsreichen Freizeitangebot.
Im November 2009 wurde bekannt, dass die Proklamation als namibische Stadt bis Mitte 2010 abgeschlossen sein sollte. Der Vorgang dauerte jedoch bis zum August 2011 an. Die Stadt wurde von NAMDEB an den Staat übertragen, wobei NAMDEB bis auf Weiteres die Sicherung der städtischen Leistungen übernimmt. Am 23. März 2012 wurde erstmals ein Stadtrat eingesetzt, der sukzessive die Verwaltung übernommen hat. Bis zum Abschluss dieses Prozesses (Herbst 2017) blieb Oranjemund eine geschlossene Stadt und der Zugang für Nicht-Bewohner war nur mit einer Sondergenehmigung möglich.
Zum 21. Oktober 2017 wurde die Stadt offiziell für die Öffentlichkeit geöffnet.

## Geschichte

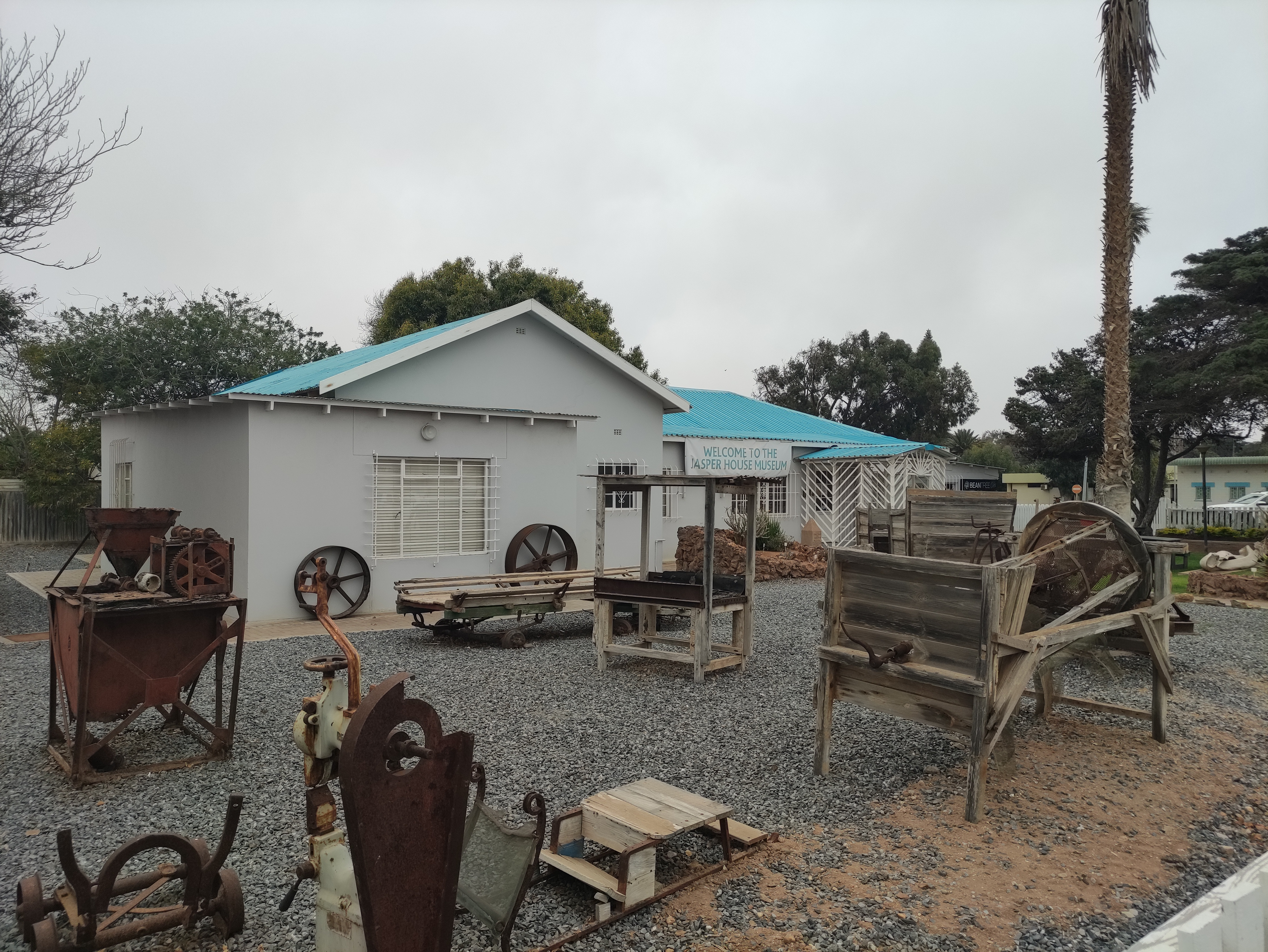
Jasper House Museum (2022)

Nachdem Hans Merensky bei Alexander Bay Diamanten gefunden hatte, wurde Oranjemund 1936 von der Diamantenförderung betreibenden und zur De-Beers-Gruppe gehörenden Consolidated Diamond Mines of South West Africa (CDM) gegründet.
Mit der zunehmenden Verlagerung der Diamantenförderung in den Atlantik (Offshore-Förderung) und den damit einhergehenden Plänen, das Diamantensperrgebiet aufzugeben, ist vor kurzem als erster Schritt Oranjemund der kommunalen Selbstverwaltung übergeben und die Stadt für die Allgemeinheit geöffnet worden.
Für die Zukunft sind eine intensiv genutzte Landwirtschaft und Tourismuseinrichtungen wie ein Luxushotel geplant.
Rund vier Kilometer südlich der Stadt liegt der Flughafen Oranjemund mit Linienflügen durch FlyNamibia von und zum Flughafen Windhoek-Eros in Windhoek.

## Politik

### Kommunalpolitik
Bei den Kommunalwahlen 2015 bzw. Kommunalwahlen 2020 wurde folgende amtliche Endergebnis ermittelt.
| Partei    | 2015    | 2015          | 2015  | 2020    | 2020          | 2020  |
| Partei    | Stimmen | Stimmenanteil | Sitze | Stimmen | Stimmenanteil | Sitze |
| --------- | ------- | ------------- | ----- | ------- | ------------- | ----- |
| SWAPO     | 1584    | 92,6 %        | 6     | 935 ▼   | 48,93 % ▼     | 3 ▼   |
| IPC       | –       | –             | –     | 737     | 38,57 %       | 3     |
| LPM       | –       | –             | –     | 158     | 08,27 %       | 1     |
| RDP       | 0126    | 07,4 %        | 1     | –       | –             | –     |
| Insgesamt | 1710    | 100 %         | 7     | 1911    |               | 7     |

### Städtepartnerschaften
- Ondangwa (seit Juli 2013)[10]
- Swakopmund (seit Februar 2017)

## Wirtschaft
Nach der Öffnung Oranjemunds ist das Hauptziel die Bewahrung der Stadt, damit diese nicht zu einer Geisterstadt wie zum Beispiel Kolmanskuppe verkommt. Hierfür wurde die in öffentlich-privater Partnerschaft gegründete OMDis Town Transform Agency ins Leben gerufen. Hauptziel ist es bestehende Unternehmen zu erhalten, neue Unternehmen anzusiedeln und den Tourismus zu fördern.

### Infrastruktur
Oranjemund verfügt über ein Privatkrankenhaus, das vom Bergbauunternehmen NAMDEB betrieben wird. Bis Mitte 2019 soll es in ein halbstaatliches Krankenhaus umgewandelt werden, da das nächstgelegene staatliche Krankenhaus im 400 Kilometer entfernten Lüderitz zu finden ist. Daneben gibt es (Stand August 2018) in der Stadt eine Gesundheitsklinik, zwei Apotheken, eine Zahnarztpraxis und einen Augenarzt.

### Bildungseinrichtungen
- Oranjemund Primary School
- Oranjemund Private School[12]